# Adidas Tango España
Adidas Tango España – nazwa rodziny piłek do gry w piłkę nożną wyprodukowanych przez firmę Adidas w roku 1982 i mających swoją premierę na mundialu 1982 w Hiszpanii. Istniało kilka modeli piłki: Tango Malaga, Tango Mundial, Tango Indoor, Tango Alicante różniące się parametrami, przeznaczeniem i kolorem.
Ostatnia wykonana z prawdziwej skóry piłka, którą rozgrywano mistrzostwa świata. Od poprzedniczki Tango, różniła się gumowym uszczelnieniem szwów, dzięki czemu w przypadku meczów podczas deszczu woda nie przedostawała się do środka.